# Amegilla pyramidalis
Amegilla pyramidalis là một loài Hymenoptera trong họ Apidae. Loài này được W. F. Kirby mô tả khoa học năm 1900.